# هارييت كاينز
هارييت كاينز هي ممثلة إنجليزية ولدت في 17 سبتمبر 1993،شاركت في مسلسل بريدجيرتون.

## روابط خارجية
- هارييت كاينز على موقع IMDb (الإنجليزية)
- هارييت كاينز على موقع ألو سيني (الفرنسية)
- هارييت كاينز على موقع قاعدة بيانات الفيلم (الإنجليزية)